# 方矩
方矩（1460年—？），字大器，雲南後衛官籍直隸定遠縣（今安徽省定遠縣）人，明朝政治人物。

## 生平
雲南鄉試第十七名，弘治六年（1493年）癸丑科進士。六年十二月除工科給事中，十三年十二月升工科右，十四年三月升禮科左，十六年五月升山東右參議。

## 家族
曾祖父方成存，指揮僉事；祖父方霽，指揮使；父方玘，贈都指揮僉事。母曹氏（贈淑人）。永感下。從兄方敬（都指挥佥事）。